# Eßleben-Teutleben
Eßleben-Teutleben è una frazione del comune tedesco di Buttstädt.

## Storia
Il 1º gennaio 2019 il comune di Eßleben-Teutleben venne soppresso e aggregato alla città di Buttstädt.